# Hua Chenyu
Hua Chenyu (chino simplificado= 华晨宇, chino tradicional= 華晨宇, Pinyin= Huà Chényǔ) también conocido como Hua Hua, es un cantante-compositor, cantautor y compositor chino.

## Biografía
Sus padres se divorciaron cuando tenía dos años y creció con su padre.
A los 6 años comenzó a tocar la flauta y en quinto grado comenzó a tomar clases de piano 
Asistió al "Fine Arts High School". Más tarde en el 2010 se unió al Conservatorio de Música de Wuhan (en inglés: "Wuhan Conservatory of Music"), donde estudió interpretación vocal de música pop y se unió como vocalista de una banda de rock universitaria conocida como "Conseer".
Más tarde se unió al Berklee College of Music donde estudió hasta marzo del 2017.
Salió con la cantante Zhang Bichen, con quien tiene una hija llamada Hua Yingchen (华迎晨), nacida en 2018, sin embargo la relación finalizó.

## Carrera
Desde el 2013 es miembro del sello discográfico "EE-Media". El 1 de enero del 2019 realizó su primera publicación en weibo bajo su propio estudio "Hua Chenyu Studio Official", el cual aún esta bajo EE-Media pero opera de forma independiente.
Escribió su primera canción a los doce años después de dominar el piano.
El 29 de junio del 2013 se unió a la tercera temporada del concurso Super Boy (快乐男声). En su primera aparición cantó su canción original "Lyricless Song" y "The Kill". Más tarde el 27 de septiembre del mismo año cantó junto a Shang Wenjie la canción "The Star" durante la ronda final, y finalmente ganó la competencia. Después de la competencia firmó con EE-Media. 
En septiembre del mismo año estrenó su primer sencillo "Me and Myself".
- El 6 de septiembre del 2014 realizó su primer concierto en Beijing el cual tituló "Mars Concert", donde más de 10,000 entradas se agotaron en dos minutos, rompiendo así varios récords y convirtiéndose en el primer cantante de China Continental de su generación en ofrecer conciertos en una gran arena. Debido a la gran demanda se agregó otra fecha, el 7 de septiembre.

El 19 de septiembre del mismo año lanzó su primer álbum titulado Quasiomodo’s Gift (卡西莫多的礼物), el cual contó con una variedad de estilos musicales, que van desde rock, indie y folk. Las canciones presentadas utilizan una perspectiva en primera persona para describir el mundo visto desde los ojos de Chenyu. Más tarde, el 11 de noviembre del mismo año se estrenó un cortometraje para "Quasimodo's Gift" fue lanzado en donde dos canciones del álbum: Quasimodo's Gift y Ashes from the Fireworks fueron incluidas. El álbum obtuvo el número uno en los vendidos en el "Jingdong Top 100 Annual Sales Chart (Music)", así como varios premios, incluidos los ERC Chinese Top Ten Awards al mejor álbum, tres Top Chinese Music Awards por el álbum más popular del 2014, el mejor rendimiento del álbum y la mejor producción de álbumes, dos Chinese Music Radio Awards por la mejor composición y canción de oro.
En noviembre fue invitado al programa de variedades "Say Hi! The Hit of China" (Hi歌), donde arregló la canción "Spring", lo cual le permitió ganar el Annual Hit Song of China" (年度Hi歌). En diciembre, interpretó la versión arreglada para piano de "Shimmer" y "Quasimodo's Gift" durante el concierto del pianista Lang Lang en Beijing.
El 10 de enero del 2015 se anunció que la canción "Shimmer" sería la canción interludio del drama de televisión chino "You Are My Sunshine" (何以 笙箫 默). El 27 de abril del mismo año lanzó su canción experimental vocal "Cancer".
En mayo del mismo año anunció que su segundo concierto "2015 Mars Concert" se celebraría el 1 de agosto en Shanghái, casi las 35,000 entradas se agotaron en 35 segundos, nuevamente debido a la gran respuesta, la compañía anunció dos fechas adicionales el 31 de julio y el 2 de agosto, respectivamente. Convirtiéndolo en el primer cantante continental en celebrar un concierto durante tres noches consecutivas en el mismo lugar. El concierto del 1 de agosto fue transmitido en línea a través de Tencent (donde los espectadores alcanzaron los 2-64 millones) y en HunanTV (芒果 TV).
En diciembre del mismo año lanzó su segundo álbum Aliens, el cual también alcanzó los puestos más altos en las listas de álbumes. Chenyu compuso 7 de las 11 canciones para el álbum, donde incluyó por primera vez canciones de rap. Este álbum también ganó varios premios, incluidos los ERC Chinese Top Ten Awards por mejor álbum conceptual, el Top Chinese Music Awards a la mejor interpretación del álbum, entre otros.
El 13 de noviembre del mismo año se unió al primer reality show de producción musical de gira chino "Be the Idol" (唱 游 天下) de Jiangsu TV.
El 7 de marzo del 2016 lanzó la canción de interludio "The Rampage" para la película Who Sleeps My Bro. El 7 de abril del mismo año lanzó la canción "Mars Intelligence Agency", la cual se convirtió en el tema principal del programa de entrevistas en línea con el mismo título.
El 8 de julio se anunció que su canción "Here We Are", sería el tema principal de la película Line Walker (使徒 行者). Otra de sus composición, "To Be Free", fue lanzada el 3 de agosto se convirtió en la canción promocional de la película The Warriors Gate y el 16 de agosto del mismo año lanzó su segunda canción en inglés titulada For Forever.
El 7 de marzo del 2017 lanzó su tercer álbum H.
El 13 y 14 de octubre del mismo año realizó su cuarto concierto "2017 Mars Concert" en el Beijing Cadillac Arena. Donde sólo una de las fechas del concierto fue transmitida en vivo en línea. El concierto reunió a más de 4 millones de espectadores en vivo.
En el 2018 compuso la canción "Halftime (We Met Here)" para Karen Mok, la cual se convirtió en la canción principal del 16º álbum de Mok.
En abril del 2020 participó en la campaña Gentle Monster's - "Make New Fantasy".

## Discografía

### Álbumes de estudio
| Título del Álbum                        | Detalles                                              | Lista de canciones | Notas                                             |
| --------------------------------------- | ----------------------------------------------------- | --- | ------------------------------------------------- |
| El Regalo de Quasimodo (卡西莫多的礼物) | Lanzamiento: 18-Sep-2014 Sello discográfico: EE-Media | 1. Why Nobody Fights 2. Brillar (微光/Wéi guāng) 3. Let You Go 4. Cenizas de los fuegos artificiales (烟火里的尘埃/Yānhuǒ lǐ de chén'āi) 5. Escuadrón Anti-bombas (拆弹专家) 6. El Regalo de Quasimodo (卡西莫多的礼物) 7. All Lonely (我们都是孤独的) 8. Immortal (不朽/Bùxiǔ) 9. Traveling (环游/Huán yóu) 10. Cuento para dormir (枕边故事/Zhěn biān gùshì) |                                                   |
| Aliens (异类)                           | Lanzamiento: 18-Dic-2015 Sello discográfico: EE-Media | 1. No me importa (我管你/Wǒ guǎn nǐ) 2. Rey y mendigo (国王与乞丐/Guówáng yǔ qǐgài) 3. Mosca de Mayo/Efímera (蜉蝣/Fúyóu) 4. The Antonym (反义词/fǎnyìcí) 5. Aliens (异类/yìlèi) 6. Escape de la utopía (逃离乌托邦/Táolí wūtuōbāng) 7. El mundo es un zoológico (世界是个动物园/Shìjiè shìgè dòngwùyuán) 8. La máscara (变相怪杰/biànxiàng guài jié) 9. Para mi futuro hijo (写给未来的孩子/Xiě gěi wèilái de háizi) 10. Sal de la tierra (地球之盐/Dìqiú zhī yán) 11. El gigante en pena (忧伤的巨人/Yōushāng de jùrén) |                                                   |
| Aliens (异类)                           | Lanzamiento: 18-Dic-2015 Sello discográfico: EE-Media | 1. No me importa (我管你/Wǒ guǎn nǐ) 2. Rey y mendigo (国王与乞丐/Guówáng yǔ qǐgài) 3. Mosca de Mayo/Efímera (蜉蝣/Fúyóu) 4. The Antonym (反义词/fǎnyìcí) 5. Aliens (异类/yìlèi) 6. Escape de la utopía (逃离乌托邦/Táolí wūtuōbāng) 7. El mundo es un zoológico (世界是个动物园/Shìjiè shìgè dòngwùyuán) 8. La máscara (变相怪杰/biànxiàng guài jié) 9. Para mi futuro hijo (写给未来的孩子/Xiě gěi wèilái de háizi) 10. Sal de la tierra (地球之盐/Dìqiú zhī yán) 11. El gigante en pena (忧伤的巨人/Yōushāng de jùrén) | junto a Aska Yang (杨宗纬)}                       |
| Aliens (异类)                           | Lanzamiento: 18-Dic-2015 Sello discográfico: EE-Media | 1. No me importa (我管你/Wǒ guǎn nǐ) 2. Rey y mendigo (国王与乞丐/Guówáng yǔ qǐgài) 3. Mosca de Mayo/Efímera (蜉蝣/Fúyóu) 4. The Antonym (反义词/fǎnyìcí) 5. Aliens (异类/yìlèi) 6. Escape de la utopía (逃离乌托邦/Táolí wūtuōbāng) 7. El mundo es un zoológico (世界是个动物园/Shìjiè shìgè dòngwùyuán) 8. La máscara (变相怪杰/biànxiàng guài jié) 9. Para mi futuro hijo (写给未来的孩子/Xiě gěi wèilái de háizi) 10. Sal de la tierra (地球之盐/Dìqiú zhī yán) 11. El gigante en pena (忧伤的巨人/Yōushāng de jùrén) |                                                   |
| Aliens (异类)                           | Lanzamiento: 18-Dic-2015 Sello discográfico: EE-Media | 1. No me importa (我管你/Wǒ guǎn nǐ) 2. Rey y mendigo (国王与乞丐/Guówáng yǔ qǐgài) 3. Mosca de Mayo/Efímera (蜉蝣/Fúyóu) 4. The Antonym (反义词/fǎnyìcí) 5. Aliens (异类/yìlèi) 6. Escape de la utopía (逃离乌托邦/Táolí wūtuōbāng) 7. El mundo es un zoológico (世界是个动物园/Shìjiè shìgè dòngwùyuán) 8. La máscara (变相怪杰/biànxiàng guài jié) 9. Para mi futuro hijo (写给未来的孩子/Xiě gěi wèilái de háizi) 10. Sal de la tierra (地球之盐/Dìqiú zhī yán) 11. El gigante en pena (忧伤的巨人/Yōushāng de jùrén) |                                                   |
| Aliens (异类)                           | Lanzamiento: 18-Dic-2015 Sello discográfico: EE-Media | 1. No me importa (我管你/Wǒ guǎn nǐ) 2. Rey y mendigo (国王与乞丐/Guówáng yǔ qǐgài) 3. Mosca de Mayo/Efímera (蜉蝣/Fúyóu) 4. The Antonym (反义词/fǎnyìcí) 5. Aliens (异类/yìlèi) 6. Escape de la utopía (逃离乌托邦/Táolí wūtuōbāng) 7. El mundo es un zoológico (世界是个动物园/Shìjiè shìgè dòngwùyuán) 8. La máscara (变相怪杰/biànxiàng guài jié) 9. Para mi futuro hijo (写给未来的孩子/Xiě gěi wèilái de háizi) 10. Sal de la tierra (地球之盐/Dìqiú zhī yán) 11. El gigante en pena (忧伤的巨人/Yōushāng de jùrén) |                                                   |
| Aliens (异类)                           | Lanzamiento: 18-Dic-2015 Sello discográfico: EE-Media | 1. No me importa (我管你/Wǒ guǎn nǐ) 2. Rey y mendigo (国王与乞丐/Guówáng yǔ qǐgài) 3. Mosca de Mayo/Efímera (蜉蝣/Fúyóu) 4. The Antonym (反义词/fǎnyìcí) 5. Aliens (异类/yìlèi) 6. Escape de la utopía (逃离乌托邦/Táolí wūtuōbāng) 7. El mundo es un zoológico (世界是个动物园/Shìjiè shìgè dòngwùyuán) 8. La máscara (变相怪杰/biànxiàng guài jié) 9. Para mi futuro hijo (写给未来的孩子/Xiě gěi wèilái de háizi) 10. Sal de la tierra (地球之盐/Dìqiú zhī yán) 11. El gigante en pena (忧伤的巨人/Yōushāng de jùrén) |                                                   |
| Aliens (异类)                           | Lanzamiento: 18-Dic-2015 Sello discográfico: EE-Media | 1. No me importa (我管你/Wǒ guǎn nǐ) 2. Rey y mendigo (国王与乞丐/Guówáng yǔ qǐgài) 3. Mosca de Mayo/Efímera (蜉蝣/Fúyóu) 4. The Antonym (反义词/fǎnyìcí) 5. Aliens (异类/yìlèi) 6. Escape de la utopía (逃离乌托邦/Táolí wūtuōbāng) 7. El mundo es un zoológico (世界是个动物园/Shìjiè shìgè dòngwùyuán) 8. La máscara (变相怪杰/biànxiàng guài jié) 9. Para mi futuro hijo (写给未来的孩子/Xiě gěi wèilái de háizi) 10. Sal de la tierra (地球之盐/Dìqiú zhī yán) 11. El gigante en pena (忧伤的巨人/Yōushāng de jùrén) |                                                   |
| Aliens (异类)                           | Lanzamiento: 18-Dic-2015 Sello discográfico: EE-Media | 1. No me importa (我管你/Wǒ guǎn nǐ) 2. Rey y mendigo (国王与乞丐/Guówáng yǔ qǐgài) 3. Mosca de Mayo/Efímera (蜉蝣/Fúyóu) 4. The Antonym (反义词/fǎnyìcí) 5. Aliens (异类/yìlèi) 6. Escape de la utopía (逃离乌托邦/Táolí wūtuōbāng) 7. El mundo es un zoológico (世界是个动物园/Shìjiè shìgè dòngwùyuán) 8. La máscara (变相怪杰/biànxiàng guài jié) 9. Para mi futuro hijo (写给未来的孩子/Xiě gěi wèilái de háizi) 10. Sal de la tierra (地球之盐/Dìqiú zhī yán) 11. El gigante en pena (忧伤的巨人/Yōushāng de jùrén) |                                                   |
| Aliens (异类)                           | Lanzamiento: 18-Dic-2015 Sello discográfico: EE-Media | 1. No me importa (我管你/Wǒ guǎn nǐ) 2. Rey y mendigo (国王与乞丐/Guówáng yǔ qǐgài) 3. Mosca de Mayo/Efímera (蜉蝣/Fúyóu) 4. The Antonym (反义词/fǎnyìcí) 5. Aliens (异类/yìlèi) 6. Escape de la utopía (逃离乌托邦/Táolí wūtuōbāng) 7. El mundo es un zoológico (世界是个动物园/Shìjiè shìgè dòngwùyuán) 8. La máscara (变相怪杰/biànxiàng guài jié) 9. Para mi futuro hijo (写给未来的孩子/Xiě gěi wèilái de háizi) 10. Sal de la tierra (地球之盐/Dìqiú zhī yán) 11. El gigante en pena (忧伤的巨人/Yōushāng de jùrén) |                                                   |
| Aliens (异类)                           | Lanzamiento: 18-Dic-2015 Sello discográfico: EE-Media | 1. No me importa (我管你/Wǒ guǎn nǐ) 2. Rey y mendigo (国王与乞丐/Guówáng yǔ qǐgài) 3. Mosca de Mayo/Efímera (蜉蝣/Fúyóu) 4. The Antonym (反义词/fǎnyìcí) 5. Aliens (异类/yìlèi) 6. Escape de la utopía (逃离乌托邦/Táolí wūtuōbāng) 7. El mundo es un zoológico (世界是个动物园/Shìjiè shìgè dòngwùyuán) 8. La máscara (变相怪杰/biànxiàng guài jié) 9. Para mi futuro hijo (写给未来的孩子/Xiě gěi wèilái de háizi) 10. Sal de la tierra (地球之盐/Dìqiú zhī yán) 11. El gigante en pena (忧伤的巨人/Yōushāng de jùrén) |                                                   |
| Aliens (异类)                           | Lanzamiento: 18-Dic-2015 Sello discográfico: EE-Media | 1. No me importa (我管你/Wǒ guǎn nǐ) 2. Rey y mendigo (国王与乞丐/Guówáng yǔ qǐgài) 3. Mosca de Mayo/Efímera (蜉蝣/Fúyóu) 4. The Antonym (反义词/fǎnyìcí) 5. Aliens (异类/yìlèi) 6. Escape de la utopía (逃离乌托邦/Táolí wūtuōbāng) 7. El mundo es un zoológico (世界是个动物园/Shìjiè shìgè dòngwùyuán) 8. La máscara (变相怪杰/biànxiàng guài jié) 9. Para mi futuro hijo (写给未来的孩子/Xiě gěi wèilái de háizi) 10. Sal de la tierra (地球之盐/Dìqiú zhī yán) 11. El gigante en pena (忧伤的巨人/Yōushāng de jùrén) |                                                   |
| H                                       | Lanzamiento: 07-Mar-2017 Sello discográfico: EE-Media | 1. Here We Are 2. Ciervo gigante (巨鹿/Jù lù) 3. To Be Free 4. For Forever 5. A kilómetros de la soledad (我离孤单几公里/wǒ lí gūdān jǐ gōnglǐ) 6. Lost of Yesterday (消失的昨天/Xiāoshī de zuótiān) 7. Creador (造物者/Zàowù zhě) 8. My My Skate Shoes 2016 (我的滑板鞋2016） |                                                   |
| Nuevo mundo (新世界)                    | Lanzamiento: 08-Abr-2020 Sello discográfico: EE-Media | 1. Tauromaquia (斗牛/Dòuniú ) 2. Realmente quiero amar este mundo (好想爱这个世界啊/Hǎo xiǎng ài zhège shìjiè a) 3. Manicomio (疯人院/Fēngrényuàn) 4. Conversando con los niños de marte (与火星的孩子对话/Yǔ huǒxīng de háizi duìhuà) 5. Siete Personalidades (七重人格/Qīchóng réngé) 6. Árbol de Dios (神树/Shén shù) 7. Adviento (降临/Jiànglín) 8. Nuevo mundo (新世界/Xīn shìjiè) | MV                                                |
| Nuevo mundo (新世界)                    | Lanzamiento: 08-Abr-2020 Sello discográfico: EE-Media | 1. Tauromaquia (斗牛/Dòuniú ) 2. Realmente quiero amar este mundo (好想爱这个世界啊/Hǎo xiǎng ài zhège shìjiè a) 3. Manicomio (疯人院/Fēngrényuàn) 4. Conversando con los niños de marte (与火星的孩子对话/Yǔ huǒxīng de háizi duìhuà) 5. Siete Personalidades (七重人格/Qīchóng réngé) 6. Árbol de Dios (神树/Shén shù) 7. Adviento (降临/Jiànglín) 8. Nuevo mundo (新世界/Xīn shìjiè) |                                                   |
| Nuevo mundo (新世界)                    | Lanzamiento: 08-Abr-2020 Sello discográfico: EE-Media | 1. Tauromaquia (斗牛/Dòuniú ) 2. Realmente quiero amar este mundo (好想爱这个世界啊/Hǎo xiǎng ài zhège shìjiè a) 3. Manicomio (疯人院/Fēngrényuàn) 4. Conversando con los niños de marte (与火星的孩子对话/Yǔ huǒxīng de háizi duìhuà) 5. Siete Personalidades (七重人格/Qīchóng réngé) 6. Árbol de Dios (神树/Shén shù) 7. Adviento (降临/Jiànglín) 8. Nuevo mundo (新世界/Xīn shìjiè) |                                                   |
| Nuevo mundo (新世界)                    | Lanzamiento: 08-Abr-2020 Sello discográfico: EE-Media | 1. Tauromaquia (斗牛/Dòuniú ) 2. Realmente quiero amar este mundo (好想爱这个世界啊/Hǎo xiǎng ài zhège shìjiè a) 3. Manicomio (疯人院/Fēngrényuàn) 4. Conversando con los niños de marte (与火星的孩子对话/Yǔ huǒxīng de háizi duìhuà) 5. Siete Personalidades (七重人格/Qīchóng réngé) 6. Árbol de Dios (神树/Shén shù) 7. Adviento (降临/Jiànglín) 8. Nuevo mundo (新世界/Xīn shìjiè) | Composición innovadora entre Ídolo y fanáticos MV |
| Nuevo mundo (新世界)                    | Lanzamiento: 08-Abr-2020 Sello discográfico: EE-Media | 1. Tauromaquia (斗牛/Dòuniú ) 2. Realmente quiero amar este mundo (好想爱这个世界啊/Hǎo xiǎng ài zhège shìjiè a) 3. Manicomio (疯人院/Fēngrényuàn) 4. Conversando con los niños de marte (与火星的孩子对话/Yǔ huǒxīng de háizi duìhuà) 5. Siete Personalidades (七重人格/Qīchóng réngé) 6. Árbol de Dios (神树/Shén shù) 7. Adviento (降临/Jiànglín) 8. Nuevo mundo (新世界/Xīn shìjiè) |                                                   |
| Nuevo mundo (新世界)                    | Lanzamiento: 08-Abr-2020 Sello discográfico: EE-Media | 1. Tauromaquia (斗牛/Dòuniú ) 2. Realmente quiero amar este mundo (好想爱这个世界啊/Hǎo xiǎng ài zhège shìjiè a) 3. Manicomio (疯人院/Fēngrényuàn) 4. Conversando con los niños de marte (与火星的孩子对话/Yǔ huǒxīng de háizi duìhuà) 5. Siete Personalidades (七重人格/Qīchóng réngé) 6. Árbol de Dios (神树/Shén shù) 7. Adviento (降临/Jiànglín) 8. Nuevo mundo (新世界/Xīn shìjiè) |                                                   |
| Nuevo mundo (新世界)                    | Lanzamiento: 08-Abr-2020 Sello discográfico: EE-Media | 1. Tauromaquia (斗牛/Dòuniú ) 2. Realmente quiero amar este mundo (好想爱这个世界啊/Hǎo xiǎng ài zhège shìjiè a) 3. Manicomio (疯人院/Fēngrényuàn) 4. Conversando con los niños de marte (与火星的孩子对话/Yǔ huǒxīng de háizi duìhuà) 5. Siete Personalidades (七重人格/Qīchóng réngé) 6. Árbol de Dios (神树/Shén shù) 7. Adviento (降临/Jiànglín) 8. Nuevo mundo (新世界/Xīn shìjiè) |                                                   |
| Nuevo mundo (新世界)                    | Lanzamiento: 08-Abr-2020 Sello discográfico: EE-Media | 1. Tauromaquia (斗牛/Dòuniú ) 2. Realmente quiero amar este mundo (好想爱这个世界啊/Hǎo xiǎng ài zhège shìjiè a) 3. Manicomio (疯人院/Fēngrényuàn) 4. Conversando con los niños de marte (与火星的孩子对话/Yǔ huǒxīng de háizi duìhuà) 5. Siete Personalidades (七重人格/Qīchóng réngé) 6. Árbol de Dios (神树/Shén shù) 7. Adviento (降临/Jiànglín) 8. Nuevo mundo (新世界/Xīn shìjiè) |                                                   |

### Sencillos
| Año  | Título                                                            | Detalles                                                 | Álbum                                                                   |
| ---- | ----------------------------------------------------------------- | -------------------------------------------------------- | ----------------------------------------------------------------------- |
| 2013 | Me and Myself (我和我)                                            | Canción del Álbum "2013 SuperBoy's Collection"           |                                                                         |
| 2013 | While You are Still Young (趁你还年轻)                            | Canción promocional de "Up in the Wind"                  |                                                                         |
| 2014 | Hi, Freedom (hi,自由)                                             | Tema para "Forever Young"                                |                                                                         |
| 2014 | Goodbye to Youth (青春再见)                                       | Tema para "Forever Young"                                |                                                                         |
| 2014 | Spring (春)                                                       | Interpretación para el Reality Show Musical de "Hi (歌)" | (cuarto episodio de la primera temporada)                               |
| 2014 | Cancer (癌)                                                       | Exposición de Arte Contemporáneo en Beijing              | (primera interpretación)                                                |
| 2015 | The Return of the Master (高手归来)                               | Tema musical de "The Con Artists"                        | (versión china)                                                         |
| 2016 | The Rampage (横冲直撞)                                            | OST de "Who Sleeps My Bro"                               |                                                                         |
| 2016 | Mars Intelligence Agency (火星情报局)                             | Tema para el programa "Mars Intelligence Agency"         |                                                                         |
| 2016 | Through the Heart (穿心)                                          | Tema musical de "Love Through a Millennium 2"            |                                                                         |
| 2017 | Seeking (寻)                                                      | Tema musical de "Divas Hit the Road 3"                   |                                                                         |
| 2017 | Heaven's Equal (齐天)                                             | Tema musical de la película "Wu Kong"                    |                                                                         |
| 2017 | I'm Boring (无聊人)                                               |                                                          |                                                                         |
| 2017 | IQ250 (智商二五零)                                                | Canción del Videojuego "King of Glory"                   |                                                                         |
| 2017 | Candle (蜡烛)                                                     |                                                          | (versión de demostración)                                               |
| 2018 | Hi Summer (嗨夏)                                                  | Canción publicitaria para "Liushen"                      |                                                                         |
| 2018 | Jackdaw Boy (寒鸦少年)                                            | OST de "Battle Through the Heavens"                      |                                                                         |
| 2020 | Tienes que creer que no es el último día (你要相信这不是最后一天) |                                                          | (Canción y mensajes para apoyar a quienes luchan contra el coronavirus) |
| 2021 | Conductor de vuelo (飞行指挥家)                                   | Canción publicitaria para "Game for peace"               |                                                                         |
| 2022 | Escena famosa (名场面)                                            | Canción publicitaria para "Game for peace"               |                                                                         |
| 2022 | Audaz (肆无惧燥)                                                  | Canción publicitaria para "Sprite"                       |                                                                         |

### Tours / Conciertos
| Título            | Fecha                                                                                        | Lugar                                                                           | Notas |
| ----------------- | -------------------------------------------------------------------------------------------- | ------------------------------------------------------------------------------- | --- |
| 2014 Mars Concert | 7 de septiembre de 2014 6 de septiembre de 2014                                              | Beijing Mastercard Center                                                       | |
| 2015 Mars Concert | 2 de agosto de 2015 1 de agosto de 2015 31 de julio de 2015                                  | Shanghai Indoor Stadium (Shanghai Grand Stage)                                  | |
| 2016 Mars Concert | 6 de septiembre de 2016 21 de agosto de 2016 2 de julio de 2016                              | Shenzhen Bay Sports Center Shanghai Mercedes-Benz Arena Beijing LeSports Center | |
| 2017 Mars Concert | 14 de octubre de 2017 13 de octubre de 2017                                                  | Beijing Cadillac Arena                                                          | |
| 2018 Mars Concert | 9 de septiembre de 2018 8 de septiembre de 2018                                              | Beijing Bird Nest National Stadium                                              | El primer cantante posterior a los 90 en realizar conciertos durante dos días consecutivos en el "Beijing Bird Nest National Stadium" (el gimnasio más grande de China, que tiene capacidad para 90.000 personas al mismo tiempo) Multado con 100.000 RMB por satisfacer los deseos del coro de fans |

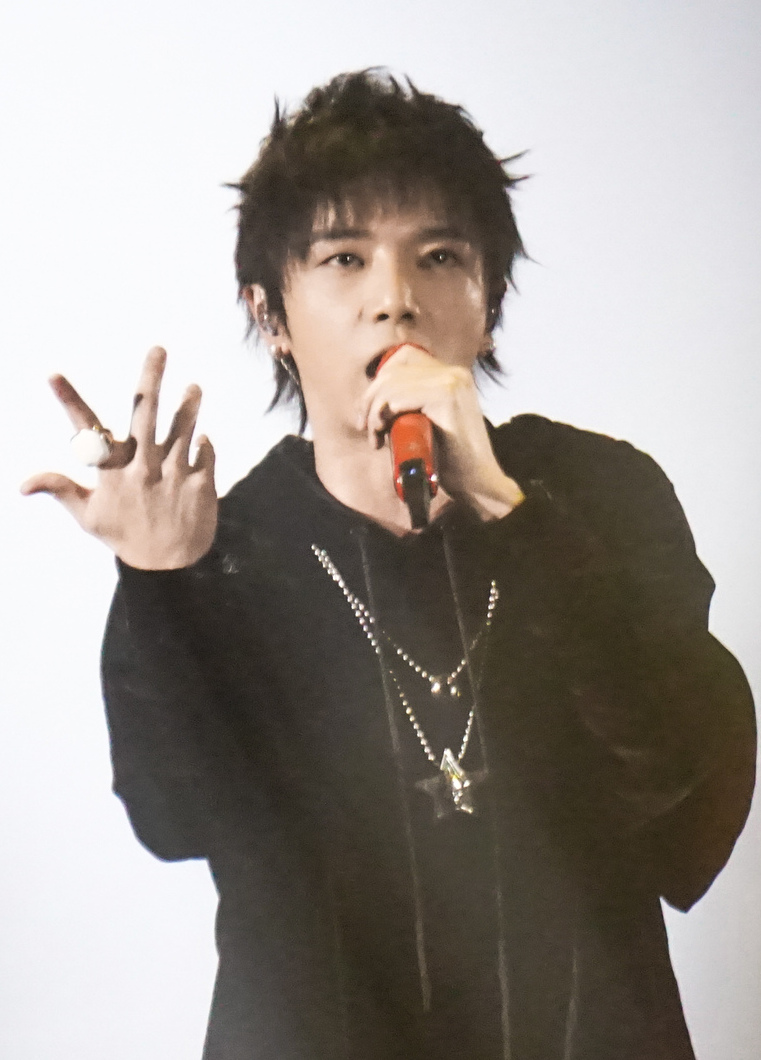
Hua Chenyu durante el concierto "Mars Concert" en el 2017.

| 2019 Mars Concert | 17 de noviembre de 2019 16 de noviembre de 2019 15 de noviembre de 2019                      | Wuyuan River Stadium Hainan, China                                              | Apuesta conseguir entradas para su concierto |
| 2021 Mars Concert | 26 de noviembre 27 de noviembre 28 de noviembre 3 de diciembre 4 de diciembre 5 de diciembre | Parque de fantasía Haikou Changying Universal 100. Hainan, China                | |

## Filmografía
| Año  | Título                            | Personaje  | Notas                                                                                    |
| ---- | --------------------------------- | ---------- | ---------------------------------------------------------------------------------------- |
| 2014 | Quasimodo's Gift (卡西莫多的礼物) | Kaxi       |                                                                                          |
| 2013 | I Am Here (我就是我)              | Hua Chenyu | junto a Oho Ou, Yu Menglong, Pax Congo, Ning Huanyu, Fan Shiqi y He Jiong - (documental) |

### Programas de variedades
| 2022             | Ace vs Ace Season 7                                                       | miembro                           |  |  |  |
| 2021             | Ace vs Ace Season 6                                                       | miembro                           |  |  |  |
| 2020             | Singer 2020 (歌手·当打之年)                                               | concursante - Ganador             |  |  |  |
| 2019             | Ace vs Ace Season 4                                                       | miembro                           |  |  |  |
| 2019             | The Coming One 3 (明日之子 第3季)                                         | 12 episodios - mentor             |  |  |  |
| 2019             | Go Fighting! Season 5                                                     | (ep. #12) - invitado              |  |  |  |
| 2019             | Produce Camp 2019                                                         | (ep. #10) - invitado              |  |  |  |
| 2019             | Ace vs Ace Season 4                                                       | miembro                           |  |  |  |
| 2018             | The Coming One 2 (明日之子2)                                              | 12 episodios - mentor vocal       |  |  |  |
| 2018             | Let Go Of My Baby: Season 3 (放开我北鼻 第三季)                           | 2 episodios (ep. #7-8) - invitado |  |  |  |
| 2018             | Singer 2018 (歌手2018)                                                    | concursante - 2do. lugar          |  |  |  |
| 2016 - 2018      | The Next (天籁之战)                                                       | juez                              |  |  |  |
| 2014, 2015, 2018 | Day Day Up                                                                | 5 episodios - invitado            |  |  |  |
| 2017             | Flowers on Trip (旅途的花样)                                              | 13 episodios - miembro            |  |  |  |
| 2017             | The Coming One (明日之子)                                                 | 15 episodios - mentor             |  |  |  |
| 2016             | Fresh Sunday (透鲜滴星期天)                                               | (ep. #3) - invitado               |  |  |  |
| 2016             | The Negotiator (王牌对王牌)                                               |                                   |  |  |  |
| 2016             | Keep Running Season 4                                                     | (ep. #12) - invitado              |  |  |  |
| 2015             | Who Am I: Season 1 (我是谁1)                                              |                                   |  |  |  |
| 2015             | Music Travel in the World Season 1 (唱游天下1)                            |                                   |  |  |  |
| 2015             | The Making of a Superstar: Hua Chenyu's Working Diary Season 3 (粉丝制造) |                                   |  |  |  |
| 2013, 2014, 2015 | Happy Camp                                                                | 5 episodios - invitado            |  |  |  |
| 2014             | Divas Hit the Road Season 1                                               | 8 episodios - miembro             |  |  |  |
| 2013             | Super Boy Season 3 (快樂男聲3)                                            | concursante - ganador             |  |  |  |

### Revistas / sesiones fotográficas
| Año        | Título                                                      | Notas                      |
| ---------- | ----------------------------------------------------------- | -------------------------- |
| 2020       | Grazia China                                                | (publicación #460)         |
| 2020       | 2019 Weibo Awards Ceremony: Thematic Poster - Weibo Fantasy |                            |
| 2020       | Bazaar Men China                                            | (publicación de enero)     |
| 2019       | Condé Nast Traveler China                                   | (publicación de diciembre) |
| 2019       | Chic (小资风尚)                                             |                            |
| 2019       | Yoho! (潮流志)                                              |                            |
| 2019       | COSMO (时尚)                                                |                            |
| 2018       | 南方人物周刊                                                |                            |
| 2018       | Harper's BAZAAR Men (芭莎男士)                              |                            |
| 2018       | 中国青年                                                    |                            |
| 2014, 2018 | Se Weekly (南都娱乐周刊)                                    |                            |
| 2013, 2018 | GRAZIA (红秀)                                               |                            |
| 2017       | Marie Claire (嘉人)                                         |                            |
| 2016       | Modern Weekly (周末画报)                                    |                            |
| 2016       | ELLE                                                        |                            |
| 2015, 2016 | VOGUE (服饰与美容)                                          |                            |
| 2015       | FreShMAn                                                    |                            |
| 2015       | 电视朋友                                                    |                            |
| 2015       | Easy                                                        | (volumen no. 715)          |
| 2015       | 瑞丽服饰美容                                                |                            |
| 2014       | GQ (智族)                                                   |                            |
| 2014       | icon！(弥敦道)                                              |                            |
| 2014       | L'Uomo Vogue                                                |                            |
| 2014       | 魅力先生                                                    |                            |
| -          | Esquire (时尚先生)                                          | (publicación no.122)       |
| -          | 当代歌坛                                                    |                            |

### Eventos
| Año  | Título                                         | Canción               | Lugar    | Notas                                                             |
| ---- | ---------------------------------------------- | --------------------- | -------- | ----------------------------------------------------------------- |
| 2021 | 2020 Weibo Night                               |                       |          | invitado                                                          |
| 2020 | Peace Elite Championship 2020                  |                       |          | participante - junto a Wang Yibo, Dilraba Dilmurat y Yang Chaoyue |
| 2020 | 2019 Weibo Awards Ceremony                     | -                     | -        |                                                                   |
| 2019 | 2019-2020 New Year’s Countdown Gala            | -                     | -        |                                                                   |
| 2019 | Zhejiang TV’s T-Mall 11.11 Gala                | -                     | -        |                                                                   |
| 2016 | 6th Annual Festival of Top Chinese Music       | "Hyehwadong"          | Shenzhen | junto a Park Bo-gum                                               |
| 2016 | Beijing TV Chinese New Year Gala               | "For My Future Child" | -        | (invitado)                                                        |
| 2016 | Langlang and His Friends Spring Music Festival | -                     | -        | (invitado)                                                        |
| 2015 | Hunan TV New Year Countdown Concert            | -                     | -        | (invitado)                                                        |
| 2015 | CCTV Mid Autumn Festival Gala                  | "Shimmer"             | -        | (invitado)                                                        |
| 2015 | Liaoning TV Chinese New Year Gala              | -                     | -        | (invitado)                                                        |

### Embajador
| Año    | Título                                   | Notas                         |
| ------ | ---------------------------------------- | ----------------------------- |
| 2020 - | Li-Ning                                  | Portavoz                      |
| 2018   | Liushen                                  | Embajador de la marca         |
| 2018   | Estee Lauder China                       | [ 15 ]                        |
| 2016   | 6th Annual Festival of Top Chinese Music |                               |
| 2014   | Pomellato: Dodo & Pomellato 67 Series    |                               |
| 2014   | ALO                                      | Embajador de la marca coreana |

## Premios y nominaciones
| Año  | Categoría                           | Premio                                                     | Trabajo                    | Resultado |
| ---- | ----------------------------------- | ---------------------------------------------------------- | -------------------------- | --------- |
| 2018 | Most Searched Across Asia           | Yahoo Asia Buzz Award                                      | -                          | Ganó      |
| 2018 | Musician of the Year                | Harper’s BAZAAR 2018 Men of the Year Award                 | -                          | Ganó      |
| 2018 | Best Male Singer                    | iQiyi All-Star Carnival                                    | -                          | Ganó      |
| 2017 | VIP's Choice – Best Singer          | Tencent Video Cstar Award                                  | -                          | Ganó      |
| 2016 | Best Adapted Song                   | 24th ERC Chinese Top Ten Award                             | "My Skateboard Shoes 2016" | Ganó      |
| 2016 | Musician with Attitude              | Netease Attitude Award                                     | -                          | Ganó      |
| 2016 | Best Asian Artist – China           | 18th Mnet Asian Music Awards (MAMA)                        | -                          | Ganó      |
| 2016 | Best Male Singer                    | Freshasia Music Award                                      | -                          | Ganó      |
| 2016 | Most Popular Singer                 | LeEco Night Award                                          | -                          | Ganó      |
| 2016 | Album of the Year                   | KU Music Asian Music Award                                 | -                          | Ganó      |
| 2016 | Most Influential Singer of the Year | KU Music Asian Music Award                                 | -                          | Ganó      |
| 2016 | Best Concept Album                  | 23nd ERC Chinese Top Ten Award                             | -                          | Ganó      |
| 2016 | Best Vocal Collaboration            | 23nd ERC Chinese Top Ten Award                             | "Kings and Paupers"        | Ganó      |
| 2016 | Media Recommendation                | 23nd ERC Chinese Top Ten Award                             | -                          | Ganó      |
| 2016 | People's Choice – Male Singer       | 23nd ERC Chinese Top Ten Award                             | -                          | Ganó      |
| 2016 | Best Album                          | 16th Top Chinese Music Award                               | "Aliens"                   | Ganó      |
| 2016 | Most Popular Album of the Year      | Ali Music Annual Award                                     | "Aliens"                   | Ganó      |
| 2016 | Pop Album of the Year (Mandarin)    | Ali Music Annual Award                                     | "Aliens"                   | Ganó      |
| 2016 | Most Popular Artist of the Year     | Ali Music Annual Award                                     | -                          | Ganó      |
| 2016 | Most Popular Song of the Year       | Ali Music Annual Award                                     | "Mayfly"                   | Ganó      |
| 2015 | Most Popular Male Musician          | Weibo Awards Ceremony                                      | -                          | Ganó      |
| 2015 | Freshasia Music 2015 Most Wins      | Weibo Awards Ceremony                                      | -                          | Ganó      |
| 2015 | Golden Songs                        | Chinese Music Radio Award                                  | "Let You Go"               | Ganó      |
| 2015 | Most Popular New Artist             | Chinese Music Radio Award                                  | -                          | Ganó      |
| 2015 | Best Composer                       | Chinese Music Radio Award                                  | "Quasimodo's Gift"         | Ganó      |
| 2015 | Best Album (Mainland)               | 15th Top Chinese Music Award                               | "Quasimodo's Gift"         | Ganó      |
| 2015 | Most Popular Male Singer (Mainland) | 15th Top Chinese Music Award                               | -                          | Ganó      |
| 2015 | Best Album Performance              | 22nd ERC Chinese Top Ten Award                             | -                          | Ganó      |
| 2015 | Most Popular Album                  | 22nd ERC Chinese Top Ten Award                             | -                          | Ganó      |
| 2015 | Best Album Production               | 22nd ERC Chinese Top Ten Award                             | -                          | Ganó      |
| 2015 | People's Choice – Male Singer       | 22nd ERC Chinese Top Ten Award                             | -                          | Ganó      |
| 2014 | Spotlight of the Year               | Weibo Awards Ceremony                                      | -                          | Ganó      |
| 2014 | Most Notable Male Singer            | 15th Chinese Music Media Award                             | -                          | Ganó      |
| 2014 | Best New Singer                     | 21st ERC Chinese Top Ten Award                             | -                          | Ganó      |
| 2013 | Stars of the Year                   | Weibo Awards Ceremony                                      | -                          | Ganó      |
| 2013 | Most Popular Male Singer            | 6th Top Chinese Music Chart Break-Through New Artist Award | -                          | Ganó      |